# William Frederick Lloyd
Sir William Frederick Lloyd PC KCMG (* 1864 in Stockport, Devon, England; † 13. Juni 1937 in St. John’s, Neufundland) war ein kanadischer Politiker der Liberalen Partei und zwischen 1918 und 1919 Premierminister des Dominion Neufundland.

## Leben
Lloyd engagierte sich zu Beginn des 20. Jahrhunderts in der Liberalen Partei von Neufundland und Labrador und unterstützte den Wahlkampf von Robert Bond, der im März 1900 Premierminister wurde. 1904 wurde er als Kandidat der Liberal Party erstmals zum Mitglied in das Abgeordnetenhaus der Kolonie Neufundland gewählt und vertrat dort den Wahlkreis Trinity. Bei den allgemeinen Wahlen 1908 erlitt er bei seiner Kandidatur im Wahlkreis Port de Grave eine Niederlage, schied aus dem Abgeordnetenhaus aus und entschied sich nicht bei den vorgezogenen Neuwahlen 1909 zu kandidieren.
Bei den allgemeinen Wahlen 1913 wurde er wieder als Vertreter des Wahlkreises Trinity in das Abgeordnetenhaus gewählt und gehörte der liberalen Opposition gegen Premierminister Edward Morris an. Nachdem Robert Bond 1914 als Vorsitzender der Liberalen Partei zurückgetreten war, wurde zunächst James M. Kent dessen Nachfolger. 1916 wurde schließlich Lloyd zum neuen Vorsitzenden der Liberal Party der Provinz gewählt und damit zugleich zum Führer der Opposition gegen Premierminister Morris.
1917 trat er jedoch als Attorney General in die von Morris geführte Koalition, nachdem die vorgesehenen allgemeinen Wahlen wegen des Ersten Weltkrieges auf 1918 verschoben wurden.
Nach dem Rücktritt von Edward Morris am 31. Dezember 1917 wurde er zunächst kommissarischer Premierminister und mit der Bildung einer neuen Regierung beauftragt. Am 5. Januar 1918 wurde er schließlich 13. Premierminister von Neufundland. Während seiner Amtszeit führte er im April 1918 die Wehrpflicht ein und verschob zugleich die notwendigen allgemeinen Wahlen auf 1919. 1918 wurde er nicht nur Mitglied des britischen Kronrates (Privy Council), sondern zugleich auch Knight Commander des Order of St. Michael and St. George und führte als solcher das Prädikat Sir. Nach dem Ende des Ersten Weltkrieges gehörte er als einer der Delegierten des Vereinigten Königreiches und dessen Dominions zu den Teilnehmern der Pariser Friedenskonferenz.
Als er von der Friedenskonferenz nach Neufundland zurückkehrte, lagen die letzten Parlamentswahlen sechs Jahre zurück. Trotz deutlicher Zeichen aufkommender politischer Unzufriedenheit kündigte er am 10. April 1919 zunächst eine weitere Verschiebung der Wahlen an, trat dann aber am 22. Mai 1919 als Premierminister des Dominions Neufundland zurück.
Später wurde er Registerführer des Obersten Gerichtshofs. Im Mai 1924 berief ihn Premierminister Albert Hickman als Justizminister in seine für einen Monat bis Juni 1924 amtierende Übergangsregierung.